# Buffalo (New York)
Pour les articles homonymes, voir Buffalo.
Buffalo (prononcé en anglais : /ˈbʌfəloʊ/) est une cité (city) des États-Unis située dans l'ouest de l'État de New York, sur le lac Érié, près des chutes du Niagara. Sa population s’élevait à 261 452 habitants lors du recensement de 2010, et est estimée à 256 902 habitants en 2016. C'est la deuxième municipalité la plus peuplée de l'État après New York, et le siège du comté d'Érié (en anglais Erie County). Sa vie culturelle et artistique, tout comme son animation la nuit, en fait le centre de la plus grande région transfrontalière avec le Canada.
Buffalo s'étend sur les rives de la rivière Niagara, qui relie le lac Érié et le lac Ontario. Les premiers Européens vinrent s'installer ici à la fin du XVIIIe siècle. La croissance fut lente, jusqu'à ce que la localité devienne le terminus occidental du canal Érié quelque 40 ans plus tard. Au début du siècle suivant, Buffalo était une des plus importantes cités du pays, et de loin son plus gros port intérieur. Les énormes silos à grains et les usines industrielles que le canal a engendrés commencèrent à disparaître au milieu du XXe siècle lorsque la voie maritime du Saint-Laurent permit au trafic fluvial de contourner la municipalité.
La désindustrialisation entamée dès les années 1950 a fait plonger la cité dans une longue période de stress économique et social. Sa population a chuté de 580 000 habitants en 1950 à moins de 300 000 dans les années 2010, tandis que 30 % des habitants vivent en dessous du seuil de pauvreté.
S'éloignant de son passé industriel, Buffalo se redéfinit en centre culturel, universitaire et médical. Elle fut désignée troisième cité la plus propre des États-Unis par le Reader's Digest en 2005. En 2001, le quotidien USA Today a déclaré Buffalo vainqueur de son concours City with a Heart (« Cité avec un cœur »), la proclamant la cité la plus amicale des États-Unis. En 1996 et 2002, Buffalo a gagné le All-America City Award. Amherst, ville universitaire de la banlieue-est, est le site de l'université de Buffalo, établissement public et l'un des campus principaux de l'université d'État de New York.

## Histoire

### Toponymie
La cité de Buffalo tient son nom de la petite rivière se jetant dans le lac Érié, mais il existe plusieurs théories non vérifiées à propos de l'origine du nom du cours d'eau.
L'argument selon lequel le nom est une forme anglicisée de « Beau fleuve », exclamation attribuée à Louis Hennepin lorsqu'il découvrit le rivage, est l'explication la moins probable. Les premiers explorateurs français rapportèrent l'abondance de buffles sur la rive sud du lac Érié, mais leur présence sur les rives de la rivière Buffalo est encore sujette à débat, ce qui ne peut pas nous renseigner avec certitude sur l'origine du nom du ruisseau. Ni le nom indien (« Lieu des tilleuls ») ni le nom français (« rivière des Chevaux ») n'ont traversé le temps, il est donc plus probable que le nom actuel provienne de l'occupation britannique qui débuta lors de la prise du Fort Niagara en 1759. Les historiens locaux donnent également du crédit à la possibilité qu'un interprète ait confondu le mot indien signifiant « castor » avec « buffle », ces deux mots étant assez similaires, lors de la signature du traité de Rome, en 1784. Cette théorie suppose qu'à cause de la présence de castors à cet endroit, la rivière était probablement appelée « Rivière des castors » plutôt que « Rivière des buffles ». Une autre théorie affirme qu'un indien sénéca solitaire qui vivait sur les rives du ruisseau était appelé par le mot indien pour « buffle », d'où la « Rivière des buffles ».

### Débuts de la localité
La plupart de l'ouest de l'État de New York a été donnée par Charles II d'Angleterre au duc d'York, plus tard connu sous le nom de Jacques II d'Angleterre, mais la première colonie européenne dans ce qui est maintenant le comté d'Érié a été française, à l'embouchure de la rivière Buffalo en 1758. Ses bâtiments furent détruits un an plus tard lors de l'évacuation des Français, au moment de la prise du Fort Niagara par les Britanniques. Ces derniers prirent le contrôle de la totalité de la région en 1763, à la fin de la guerre de Sept Ans.
Les premiers colons permanents dans ce qui est le Buffalo d'aujourd'hui furent Cornelius Winney et « Black Joe » Hodges, qui y établirent un comptoir en 1789 pour commercer avec la communauté indienne. Des investisseurs néerlandais achetèrent la région, acquise lors de « l'Achat Hollandais ». À partir de 1801, des parcelles furent vendues par le bureau de la Holland Land Company à Batavia. La colonie fut d'abord appelée Lac Érié, ensuite Buffalo Creek, vite raccourci en Buffalo. Joseph Ellicott, un agent de la Holland Land Company, la baptisa Nouvelle-Amsterdam, mais ce nouveau nom n'accrocha pas. En 1808, le comté du Niagara fut établi, avec pour siège la localité de Buffalo. Le comté d'Érié fut formé en 1821 à partir du comté du Niagara, toujours avec Buffalo pour siège.

### XIXesiècle

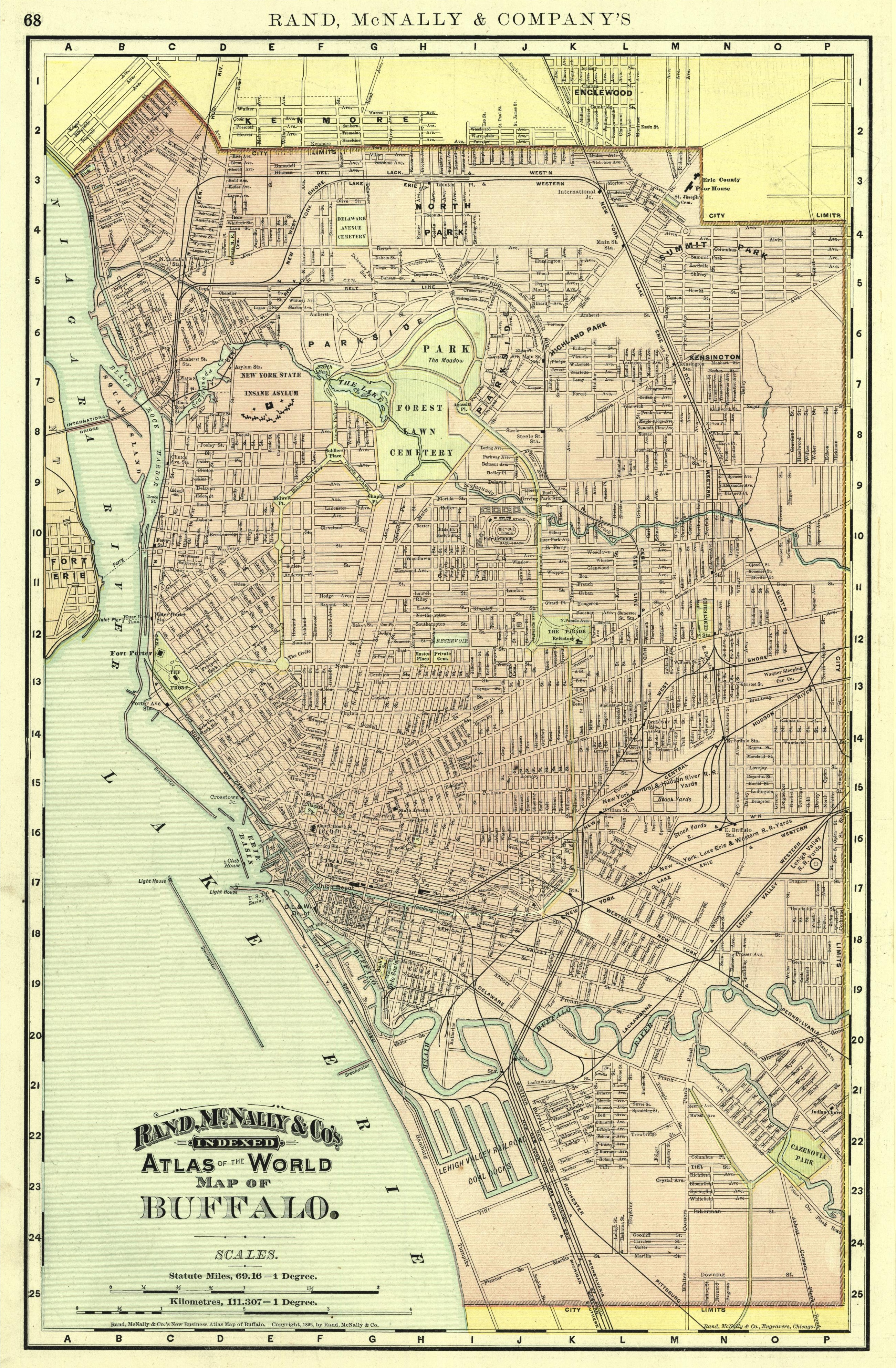
Plan de Buffalo, 1892.

En 1804, Joseph Ellicott, un chef de police de la Holland Land Company, ébaucha un système de rue centrale d'où partent des radiales, rappelant une roue de vélo, ce qui fait de Buffalo l'une des trois municipalités américaines à présenter ce style d'aménagement. En 1810, la ville (town) de Buffalo fut formée grâce à la partie ouest de la commune de Clarence. Le 30 décembre 1813, pendant la guerre de 1812, les troupes britanniques et leurs alliés indiens capturèrent d'abord le village de Black Rock, puis le reste de Buffalo, incendiant la majeure partie des deux cités,. Buffalo se reconstruisit peu à peu et, en 1816, le nouveau tribunal fut construit. En 1818, la partie est de la ville fut cédée à la municipalité d'Amherst.
À la fin de la construction du canal Érié en 1825, Buffalo devient l'extrémité occidentale de la voie navigable de 840 km reliant New York. À cette époque, la population de Buffalo atteignait 2 400 personnes. La population s'accrut rapidement grâce à l'expansion rapide du commerce sur le canal, et Buffalo obtint le statut de cité (city) en 1832. En 1853, Buffalo annexa Black Rock, qui avait été la grande rivale de Buffalo en tant que terminus du canal. Des milliers de pionniers partant dans l'ouest américain arrivèrent pendant le XIXe siècle, débarquant à Buffalo pour continuer leur périple par les lacs ou par le chemin de fer. Beaucoup de gens purent faire l'expérience des plaisirs et des dangers du fameux district de Canal Street pendant leur séjour. Au milieu du XIXe siècle, la cité contribue à une période générale de modernisation des cultures céréalières.
Buffalo était le terminus du chemin de fer clandestin, une succession de lieux sûrs pour les Afro-américains qui fuyaient l'esclavage au XIXe siècle. Les habitants de Buffalo aidèrent de nombreux fugitifs à traverser le fleuve Niagara jusqu'au Fort Érié, au Canada, ce qui signifiait pour eux la liberté.

### Lien présidentiel
Plusieurs présidents des États-Unis ont des liens avec Buffalo. Millard Fillmore établit sa résidence permanente à Buffalo en 1822 avant de devenir le 13e président des États-Unis. Il fut également le premier chancelier de l'Université de Buffalo, maintenant SUNY University at Buffalo. Grover Cleveland, le 22e et 24e président des États-Unis, vécut à Buffalo de 1854 à 1882, et fut également le maire de Buffalo en 1882 et 1883.
William McKinley fut abattu par l'anarchiste Leon Czolgosz le 6 septembre 1901 à l'Exposition pan-américaine de Buffalo et y mourut huit jours plus tard. Theodore Roosevelt prêta donc serment le 14 septembre 1901 à l'Ansley Wilcox Mansion, maintenant le Theodore Roosevelt Inaugural National Historic Site, devenant l'un des seuls présidents à avoir prêté serment en dehors de Washington.

### XXesiècle
Au début du siècle, Buffalo était une cité prospère. Des immigrants vinrent d'Irlande, d'Italie, d'Allemagne et de Pologne pour travailler dans les aciéries et les silos qui avaient su tirer profit de la position stratégique de la municipalité à la jonction du lac Érié et des grands lacs. L'énergie hydraulique provenant des chutes du Niagara ont fait de Buffalo la première municipalité américaine à utiliser cette source d'énergie à grande échelle pour l'éclairage public, ce qui lui valut le surnom de « Ville de lumière » (City of light). L'électricité fut utilisée presque à outrance à l'exposition panaméricaine de 1901, aussi célèbre pour avoir été le théâtre de l'assassinat du président William McKinley.
L'ouverture du pont de la Paix (Peace bridge) entre Buffalo et Fort Érié, le 7 août 1927, fut l'occasion de donner de grandes fêtes auxquelles participèrent le prince de Galles Édouard (plus tard connu sous le nom d'Édouard VIII du Royaume-Uni), son frère le prince Albert George (futur George VI), le Premier ministre britannique Stanley Baldwin, le Premier ministre canadien William Lyon Mackenzie King, le vice-président des États-Unis Charles Dawes et le gouverneur de l'État de New York Alfred E. Smith.
En 1929, était inauguré le Buffalo Central Terminal, terminus de la New York Central Railroad.
L'hôtel de ville de Buffalo un chef-d'œuvre Art déco, fut inauguré le 1er juillet 1932. L'immeuble est resté le plus grand de Buffalo jusqu'en 1970.

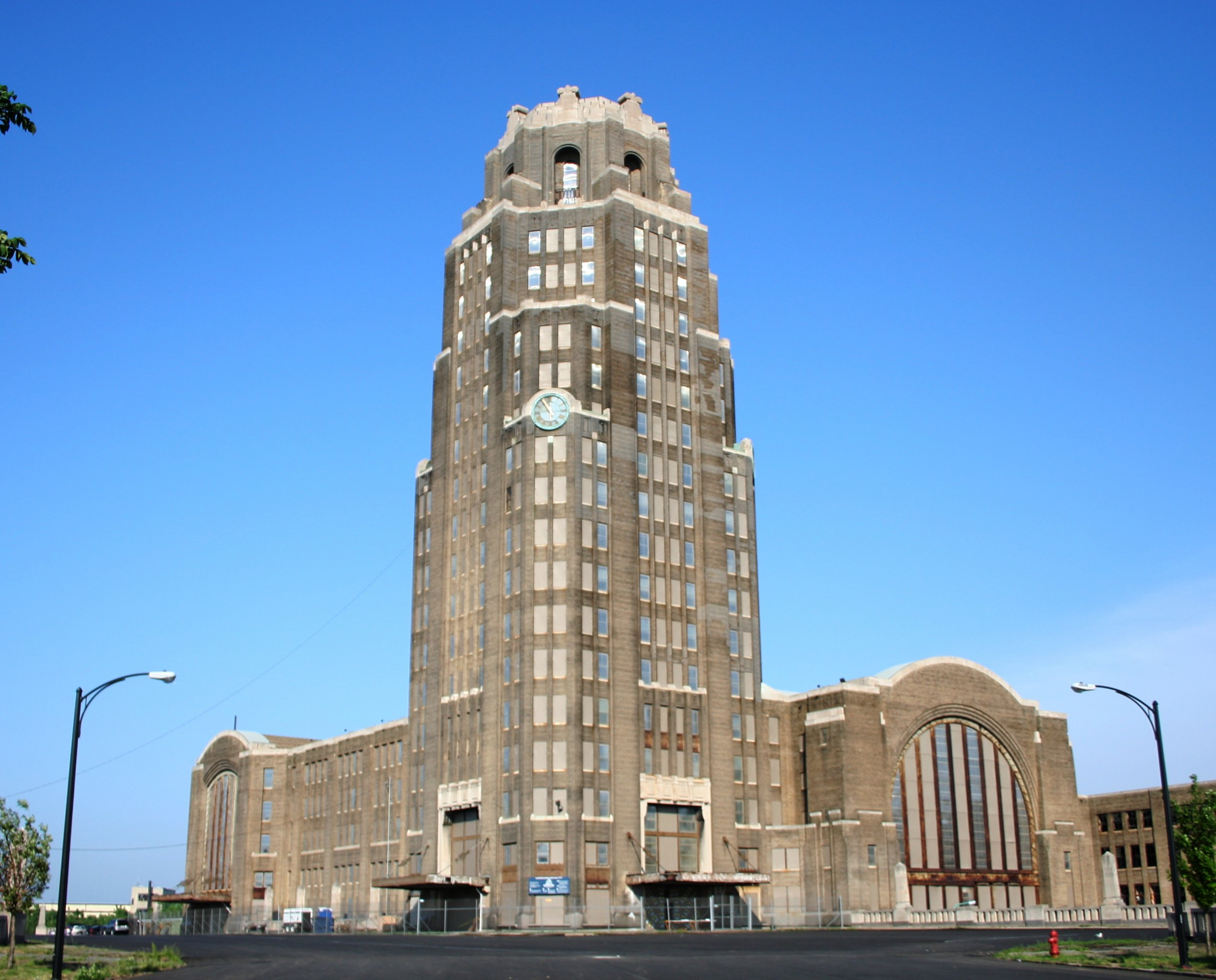
Le Buffalo Central Terminal.
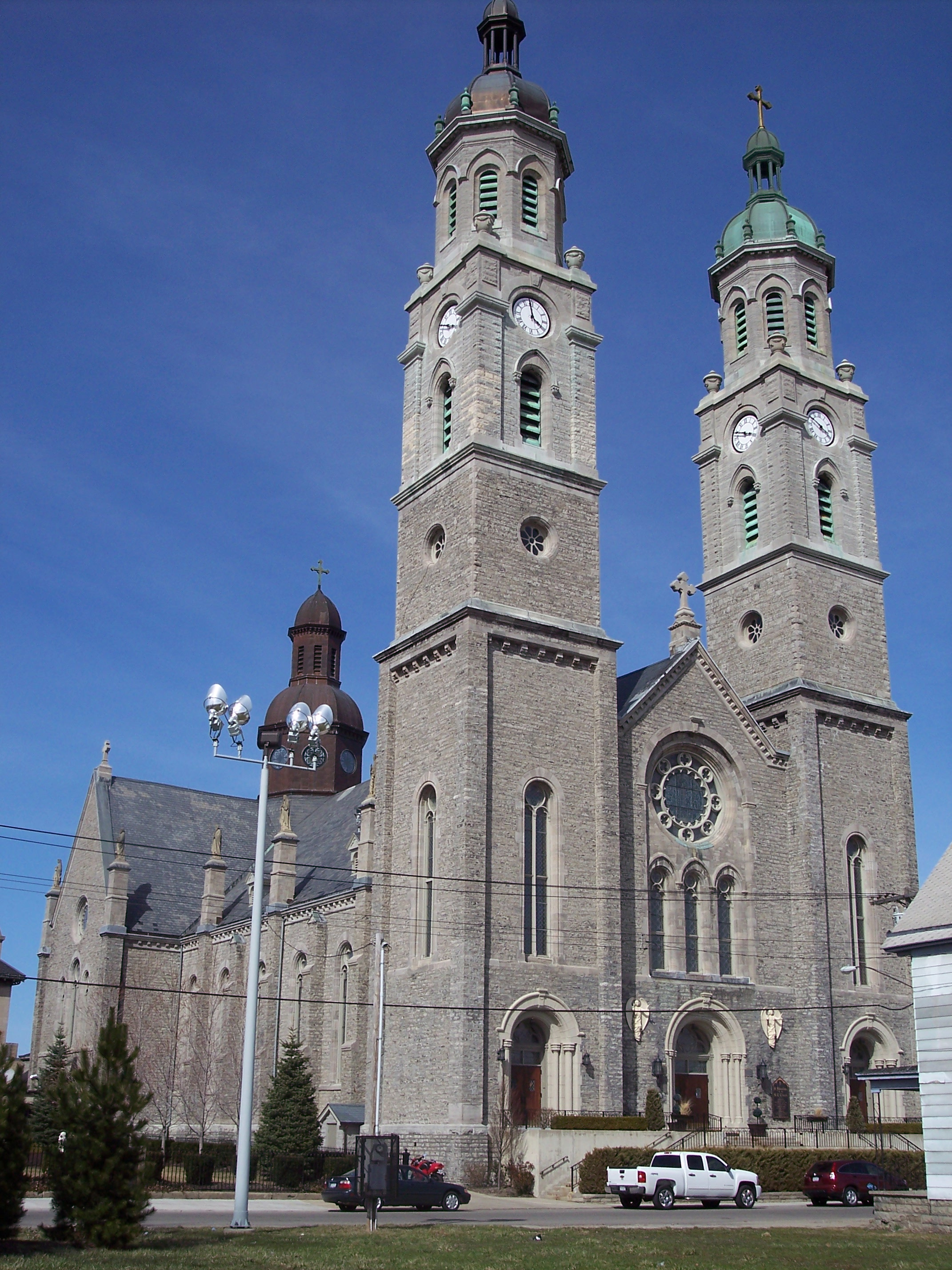
Vue de l'église Saint-Stanislas construite pour les immigrés polonais.
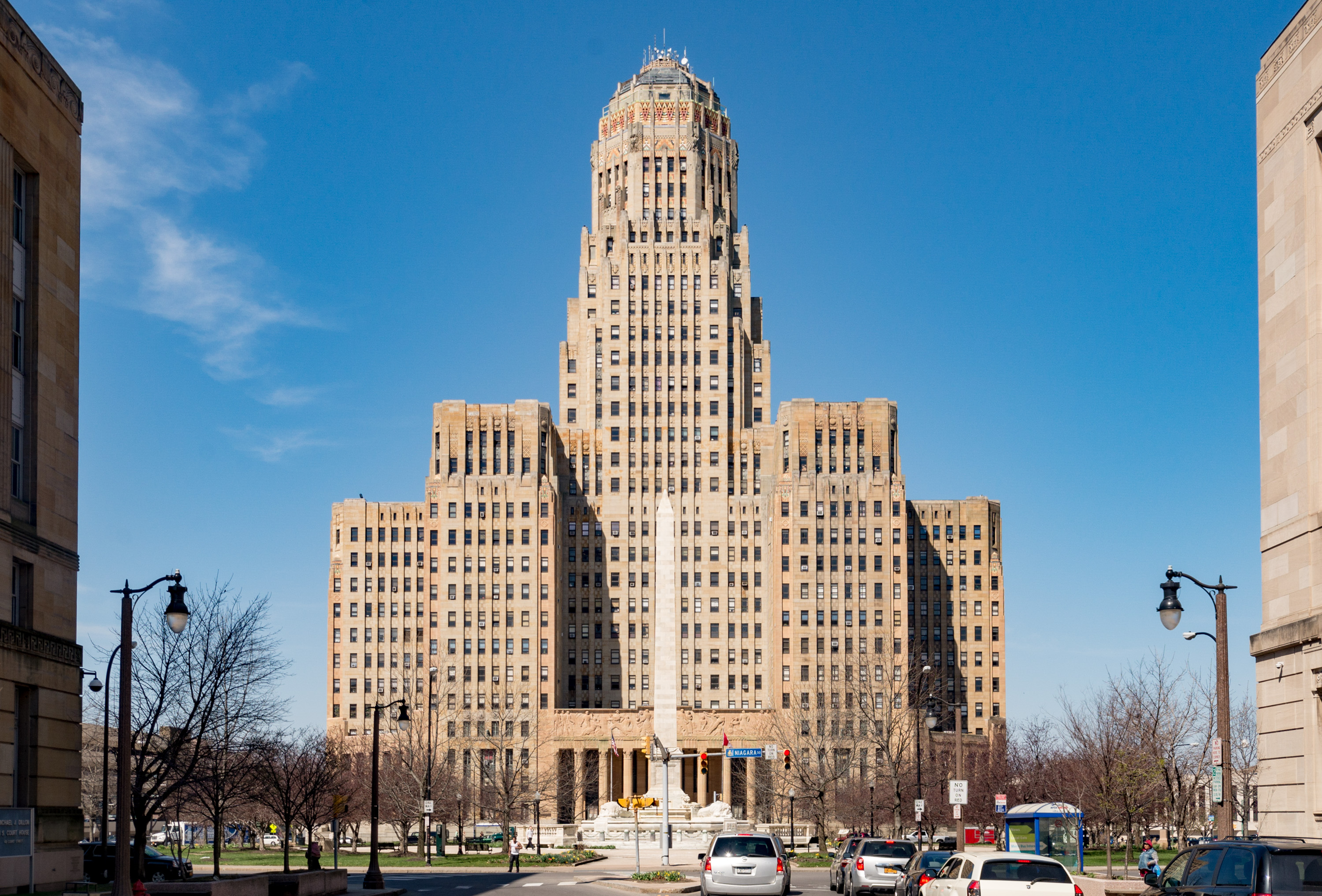
Hôtel de ville de Buffalo.

L'importance de la cité a décliné à partir des années 1950 pour plusieurs raisons, la première étant certainement l'ouverture à la navigation du fleuve Saint-Laurent en 1957. Les biens qui transitaient auparavant par Buffalo pouvaient alors passer par une série de canaux et d'écluses, atteignant l'océan par le Saint-Laurent. La migration vers les banlieues, généralisée à l'époque, est une autre explication. La municipalité, qui pouvait se vanter d'abriter plus d'un demi-million de personnes, a vu sa population décliner de moitié, alors que les industries fermaient et que les habitants quittaient la Rust Belt pour trouver un nouvel emploi dans le Sud et l'Ouest des États-Unis. La population du comté d'Érié n'a pas cessé de diminuer depuis le recensement de 1970. Buffalo a également la réputation d'être l'une des rares municipalités, avec Saint-Louis, dont la population de 2000 soit inférieure à celle de 1900.

### XXIesiècle
Le 3 juillet 2003, au plus haut d'une crise fiscale, Buffalo a été prise en main par l'Autorité de stabilité fiscale (Buffalo Fiscal Stability Authority). Après une dure période de déboires économiques, le comté d'Érié, a suivi Buffalo dans l'insolvabilité, et se trouve donc sous une Autorité de stabilité fiscale. Ces deux autorités ont été mises en place par l'État de New York. Byron Brown a été élu maire en novembre 2005, il est le premier Américain noir à tenir ce poste.

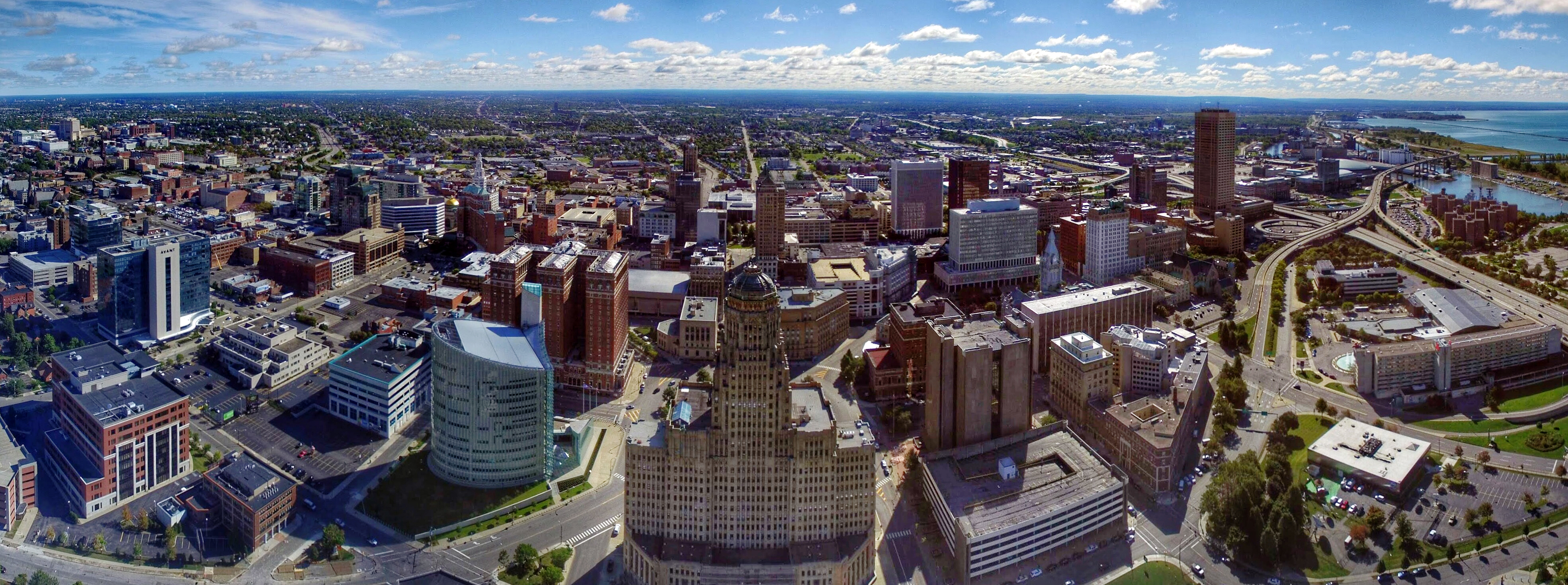
Panorama du centre de Buffalo.

## Géographie

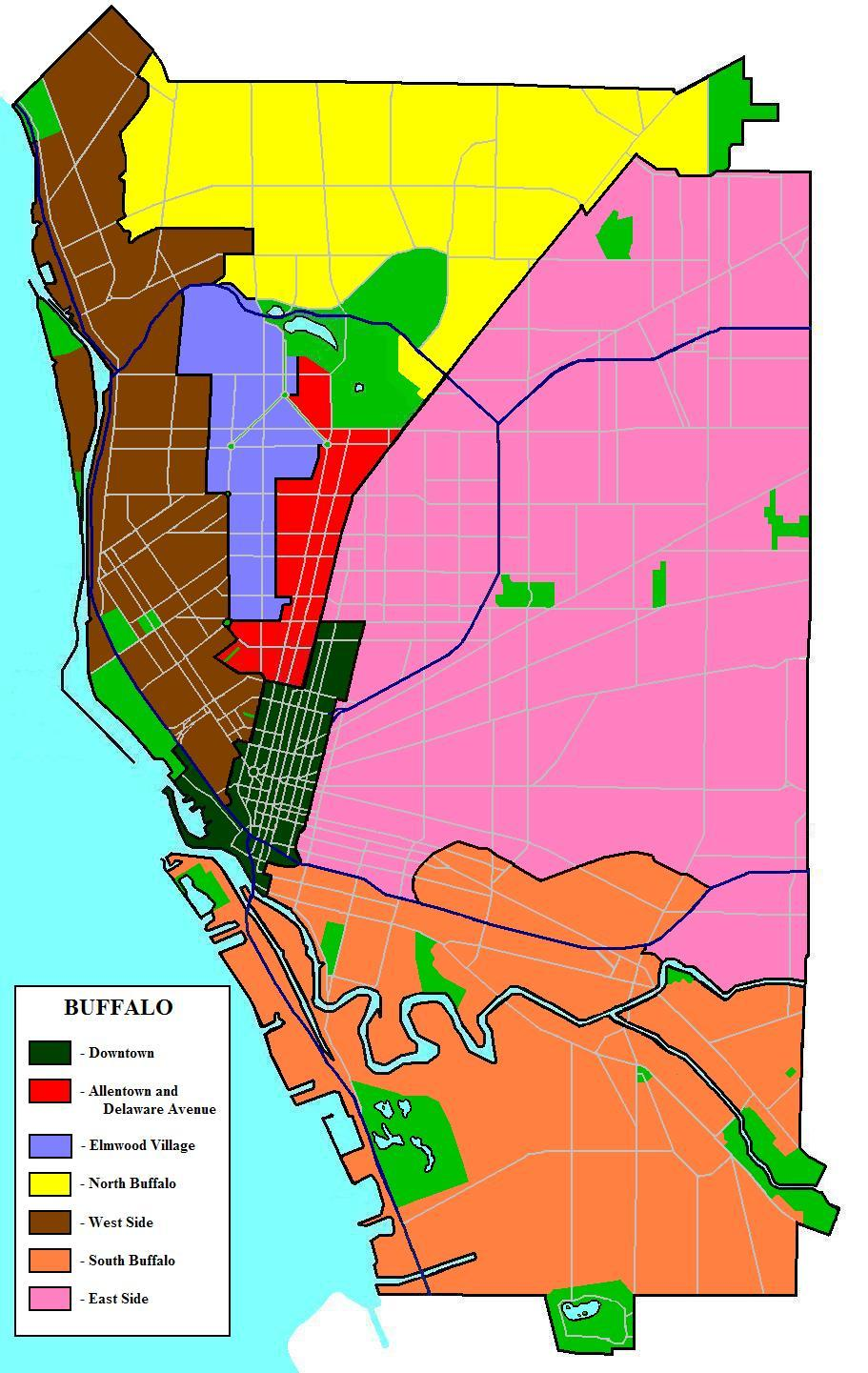
Zones géographiques du territoire de la cité de Buffalo.

Buffalo se situe sur la rive orientale du lac Érié, face à Fort Érié qui se trouve dans la province de l'Ontario au Canada, ainsi qu'au début du Niagara, qui coule vers le nord par les chutes du Niagara et alimente le lac Ontario. Ses coordonnées sont 42°54'17" Nord, 78°50'58" Ouest. Buffalo est géographiquement plus proche de Toronto au Canada que de n'importe quelle autre cité de même importance aux États-Unis.
D'après le Bureau du recensement des États-Unis (United States Census Bureau), la municipalité couvre 136 km2. La superficie terrestre est de 105,2 km2 et 30,8 km2 sont sur l'eau. Les fleuves et lacs représentent donc 22,66 % du territoire.

### Climat

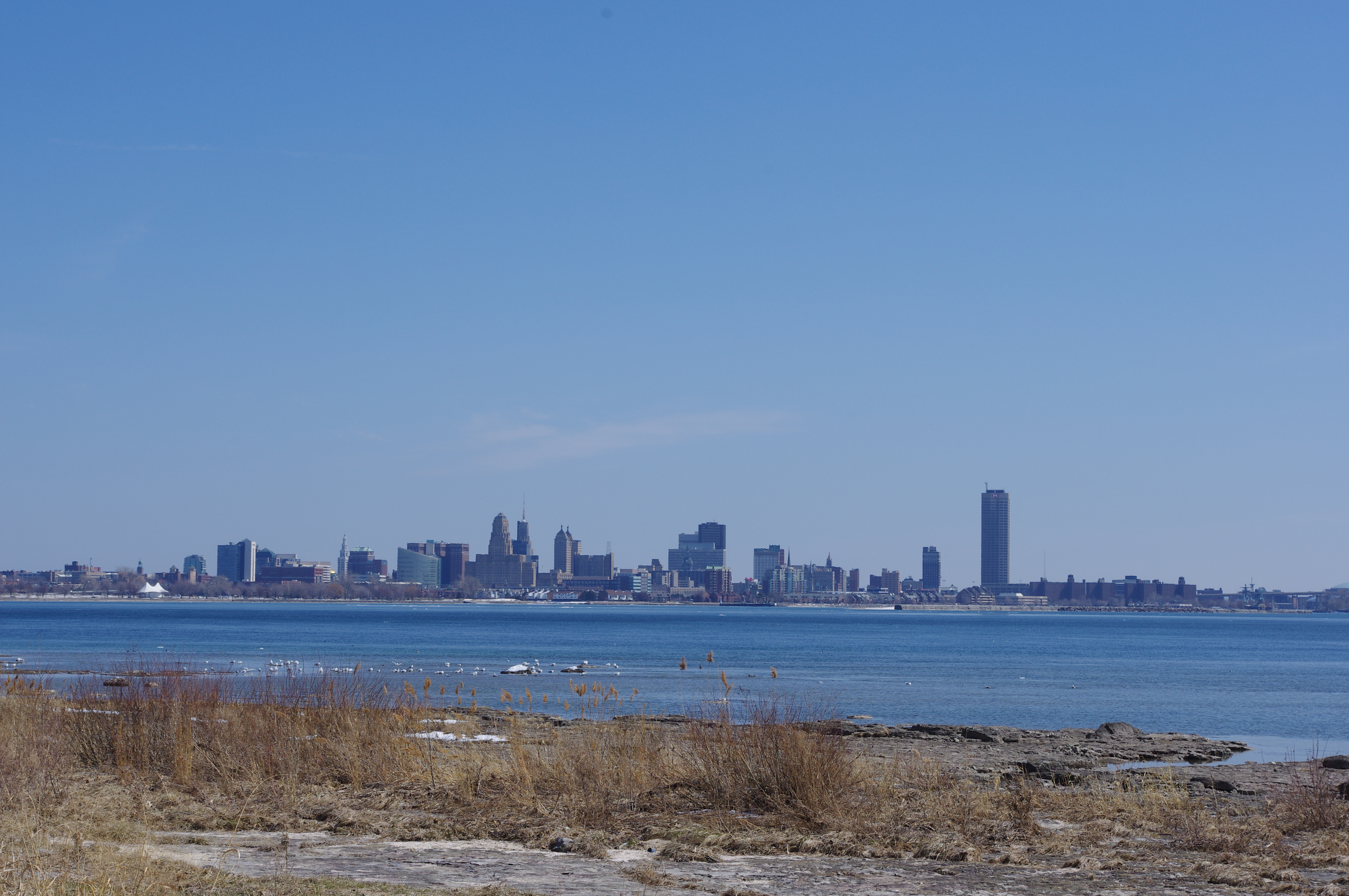
Le climat de Buffalo est fortement influencé par le lac Érié.

Buffalo a la réputation exagérée d'avoir des températures extrêmes au long de l'année. Le climat de la région est assez humide, de type continental, avec des nuances maritimes bien sensibles dues aux Grands Lacs.
Les hivers dans l'ouest de l'État de New York sont en général nuageux, froids et enneigés, sans exclure un temps variable accompagné de dégels et de précipitations de pluie. Le sol est recouvert de neige la plupart du temps entre Noël et début mars. La moitié des précipitations totales de neige provient de l'effet de lac, ce qui est assez localisé. L'effet de lac survient lorsqu'une masse d'air froid passe au-dessus du lac plus chaud, ce qui sature l'air en humidité, engendrant des nuages et des précipitations. À cause des vents dominants, la neige d'effet de lac tombe beaucoup plus au sud de Buffalo qu'au nord. Ce processus peut se déclencher à partir de la mi-novembre, avec des pics en décembre, jusqu'à ce que le lac Érié gèle, autour du 20 janvier. La plus grande tempête de neige dans l'histoire de Buffalo, le blizzard nord-américain de 1977, fut un résultat de la combinaison de l'effet de lac et de vents d'altitude.
Le printemps arrive doucement et l'automne est assez bref.
L'été est très agréable dans la région de Buffalo. Il y a beaucoup de soleil, les températures sont élevées et les taux d'humidité sont modérés. Le fait que Buffalo bénéficie d'un système d'air conditionné naturel grâce à la présence du lac Érié est en général occulté par le plus impressionnant effet de lac hivernal. En conséquence, les étés sont en général accompagnés de douces brises vers le sud-ouest, ce qui rafraîchit idéalement les jours les plus chauds. Les précipitations sont raisonnables, souvent nocturnes, ce qui permet toutes sortes d'activités de plein air. L'effet stabilisant du lac Érié réduit significativement le risque d'orages et permet de profiter notablement du soleil dans la proche région de Buffalo, et ce jusqu'à la fin du mois de juillet. En août, le lac est plus chaud, et les averses sont alors plus fréquentes et le climat un peu plus humide. Un gros orage nocturne est caractéristique de la fin de l'été à Buffalo. Cependant, il reste que Buffalo a les jours les plus ensoleillés et secs de toutes les grandes municipalités du nord-ouest, avec assez de pluie pour garder la végétation verte et luxuriante.

## Démographie
| Groupe            | Buffalo | New York | États-Unis |
| ----------------- | ------- | -------- | ---------- |
| Blancs            | 50,4    | 66,8     | 72,4       |
| Afro-Américains   | 38,6    | 15,9     | 12,6       |
| Autres            | 4,0     | 7,5      | 6,4        |
| Asiatiques        | 3,2     | 7,3      | 4,8        |
| Métis             | 3,1     | 3,0      | 2,9        |
| Amérindiens       | 0,8     | 0,6      | 0,9        |
| Total             | 100     | 100      | 100        |
|                   |         |          |            |
| Latino-Américains | 10,5    | 17,6     | 16,7       |

Buffalo compte de nombreux descendants d'Italiens, Polonais, Irlandais, Allemands, Grecs, Arabes, Juifs, Indiens, Macédoniens, Portoricains et Africains. La plupart des quartiers ethniques existent encore, les Irlando-Américains vivent dans le sud de Buffalo, les Afro-Américains dans l'East Side, et à un certain point les Italo-Américains dans le West Side. Le West Side est devenu un melting pot de toutes les ethnies, les cultures italienne et latino ayant la plus grande influence.[réf. nécessaire]

## Économie

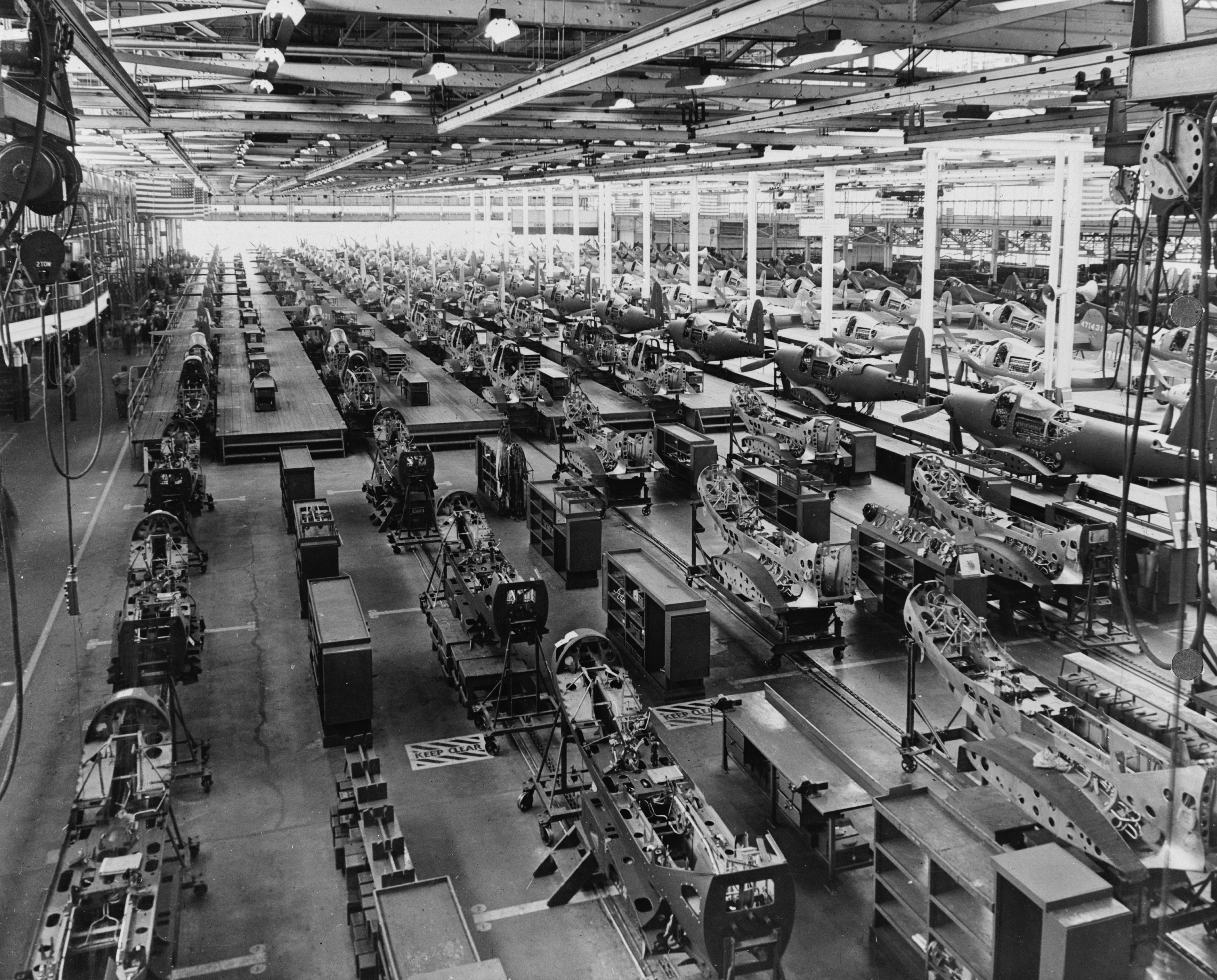
Usine d'assemblage de Bell Aircraft Corporation située à Buffalo, pendant les années 1940. Cette unité produisait des P-39.

Buffalo et sa région ont longtemps été impliquées dans les industries de l'acier et de l'automobile. Alors que la production d'acier à grande échelle s'est arrêtée, il reste encore quelques petites aciéries en activité. De plus, Ford est présent avec une usine d'estampage au sud de la cité, et Chevrolet possède deux usines, l'une de production à Tonawanda, à la limite de la municipalité, ainsi qu'une usine d'outillage plus à l'intérieur.
L'essuie-glace fut inventé à Buffalo, et Trico y possède encore des installations en activité. Pendant de nombreuses années, Buffalo fut la deuxième cité du chemin de fer, Chicago étant la première.
Beaucoup de manufactures ont préféré ne pas s'établir dans la région de Buffalo à cause de taxes exceptionnellement élevées et l'importance des syndicats.
Depuis 2000, Buffalo est devenu un centre de bio-informatique et de recherche sur le génome humain, en collaboration avec les chercheurs de l'Université de Buffalo et le Roswell Park Cancer Institute.
Un bureau de district du corps du génie de l'armée des États-Unis se trouve également à Buffalo. C'est une agence de civils qui dessina des parties de la voie navigable du Saint-Laurent, et qui conçut le barrage de Mount Morris pour le contrôle des inondations de la rivière Genesee, près de Rochester. Cette agence est maintenant presque exclusivement impliquée dans la sécurisation de décharges de déchets toxiques dans le nord-ouest. Le siège de l'entreprise PCB Piezotronics y est également implanté.
Environ 30% des habitants de la municipalité vivent dans la pauvreté.

## Transports
Buffalo possède un aéroport international (Buffalo Niagara International Airport, code AITA : BUF).

## Architecture

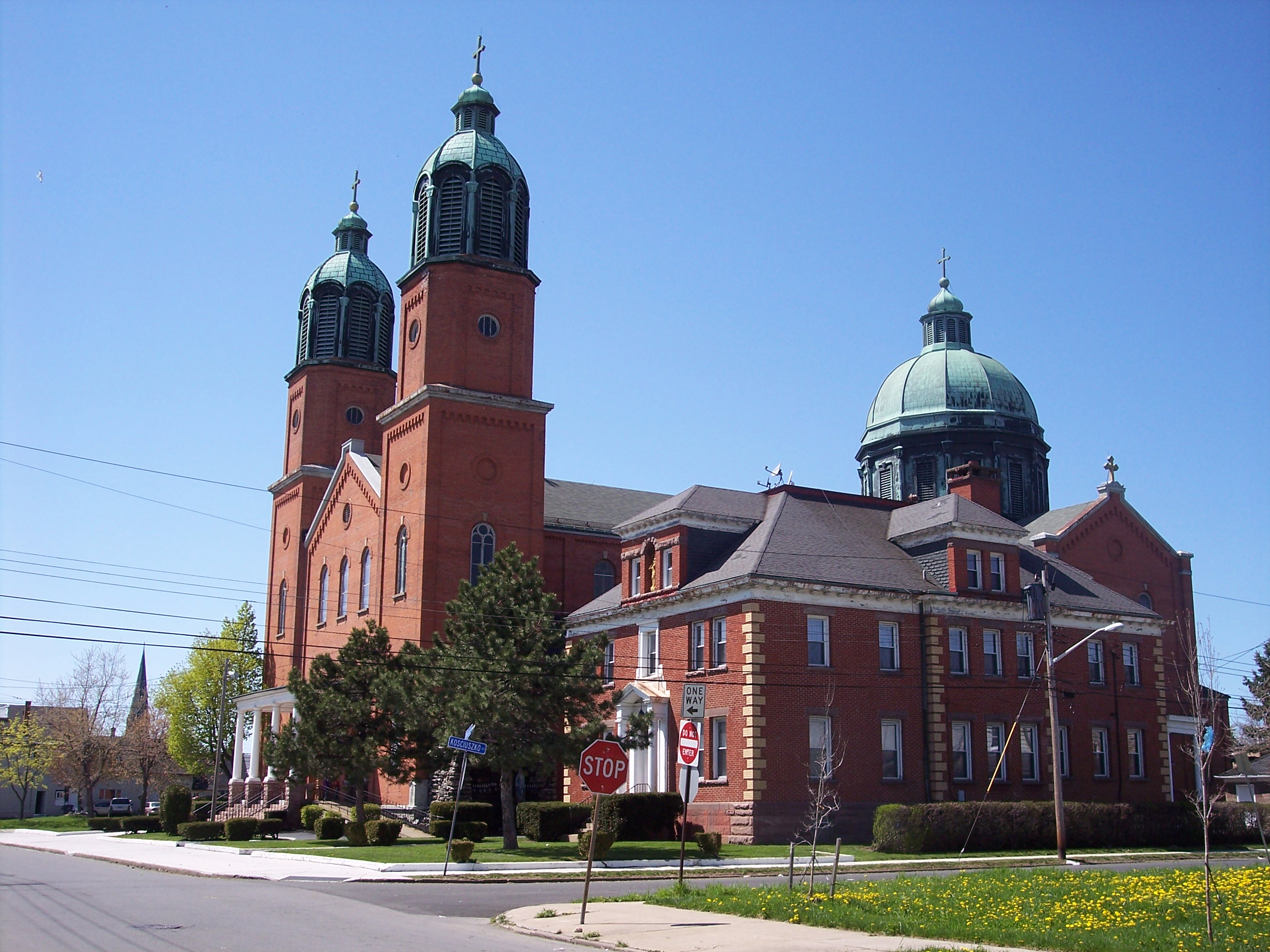
Vue de la basilique Saint-Adalbert.

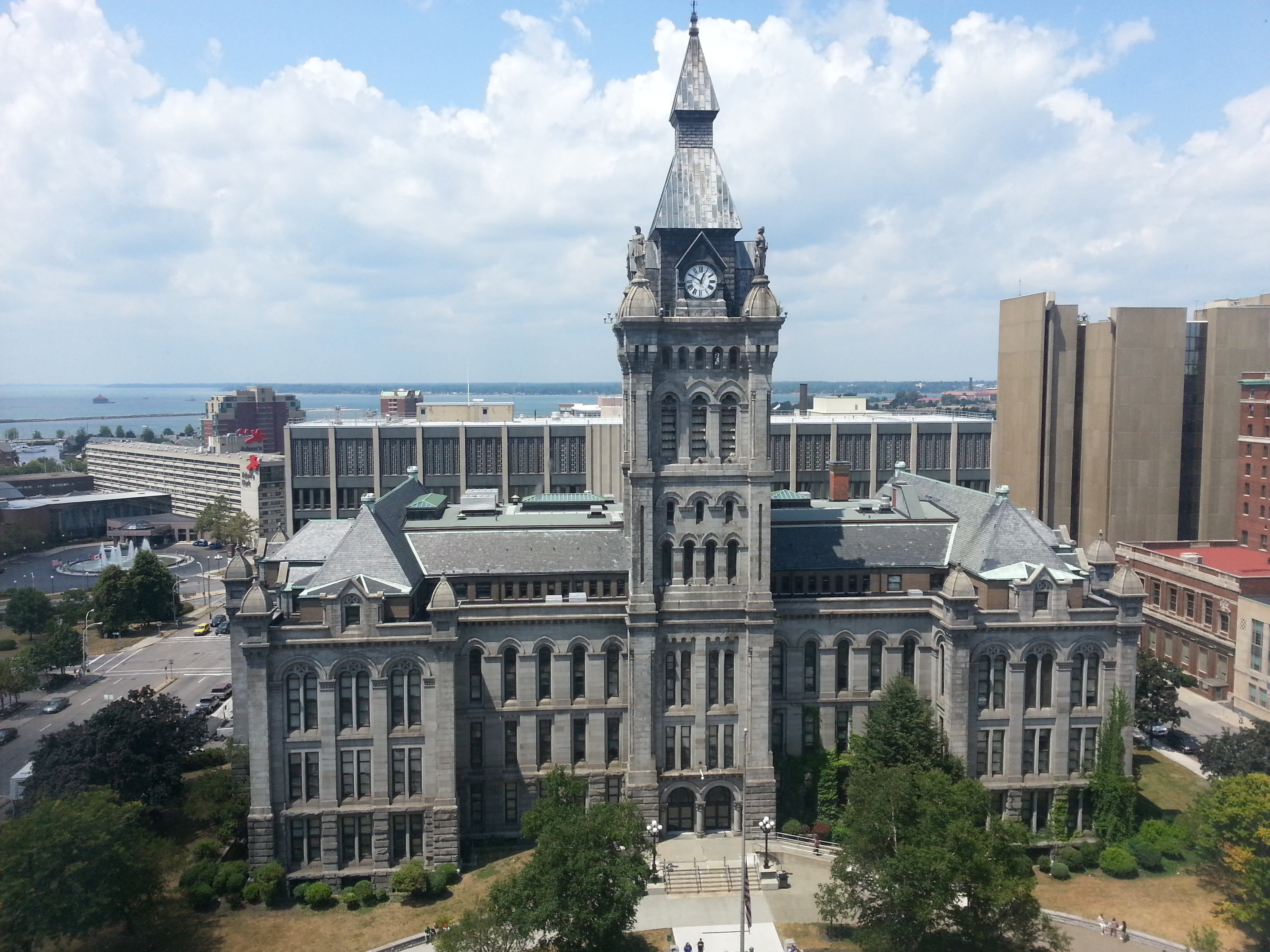
Le Erie County Hall, siège du comté d'Érié.

- Cathédrale Saint-Joseph (1862, néogothique)
- Basilique Saint-Adalbert (1890-1891, néoromane et néorenaissance)
- Église des Saints-Anges (1856-1875, de style néoroman français)
- Église du Corpus Christi (1898-1907, néoromane)
- Église Saint-François-de-Sales (1928, église lombarde néoromane)
- Église Saint-Gérard (1911-1913, néorenaissance), bientôt déménagée pierre par pierre en Géorgie
- Église Saint-Louis de Buffalo
- Église Saint-Stanislas (1882-1886, néoromane et néorenaissance)
- Église de la Sainte-Trinité (années 1920, style lombard néoroman)
- Guaranty Building (1895, Louis H. Sullivan architecte)

Architecture disparue :
- Larkin Building, détruit en 1950.

## Éducation et culture

### Bibliothèques
- La cité dispose d'un service de bibliothèques couvrant l'ensemble du comté d'Erié, le Buffalo & Erie County Public Library qui regroupe 37 bibliothèques[10] dont la bibliothèque centrale construite en 1964[11] située sur Lafayette square.

### Enseignement supérieur et recherche
- Université d'état de New York, campus de Buffalo

### Opéras

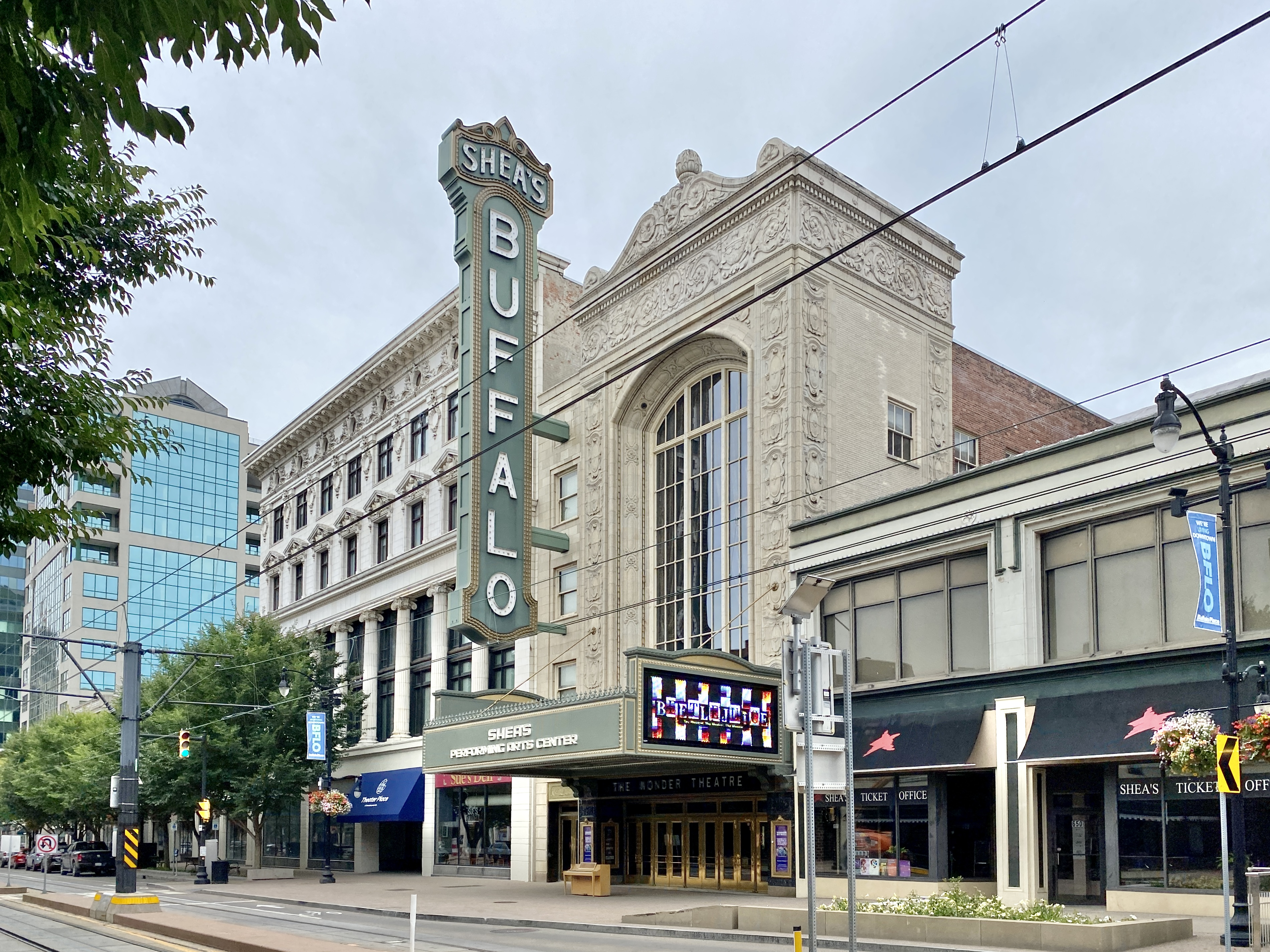
Shea's Performing Arts Center

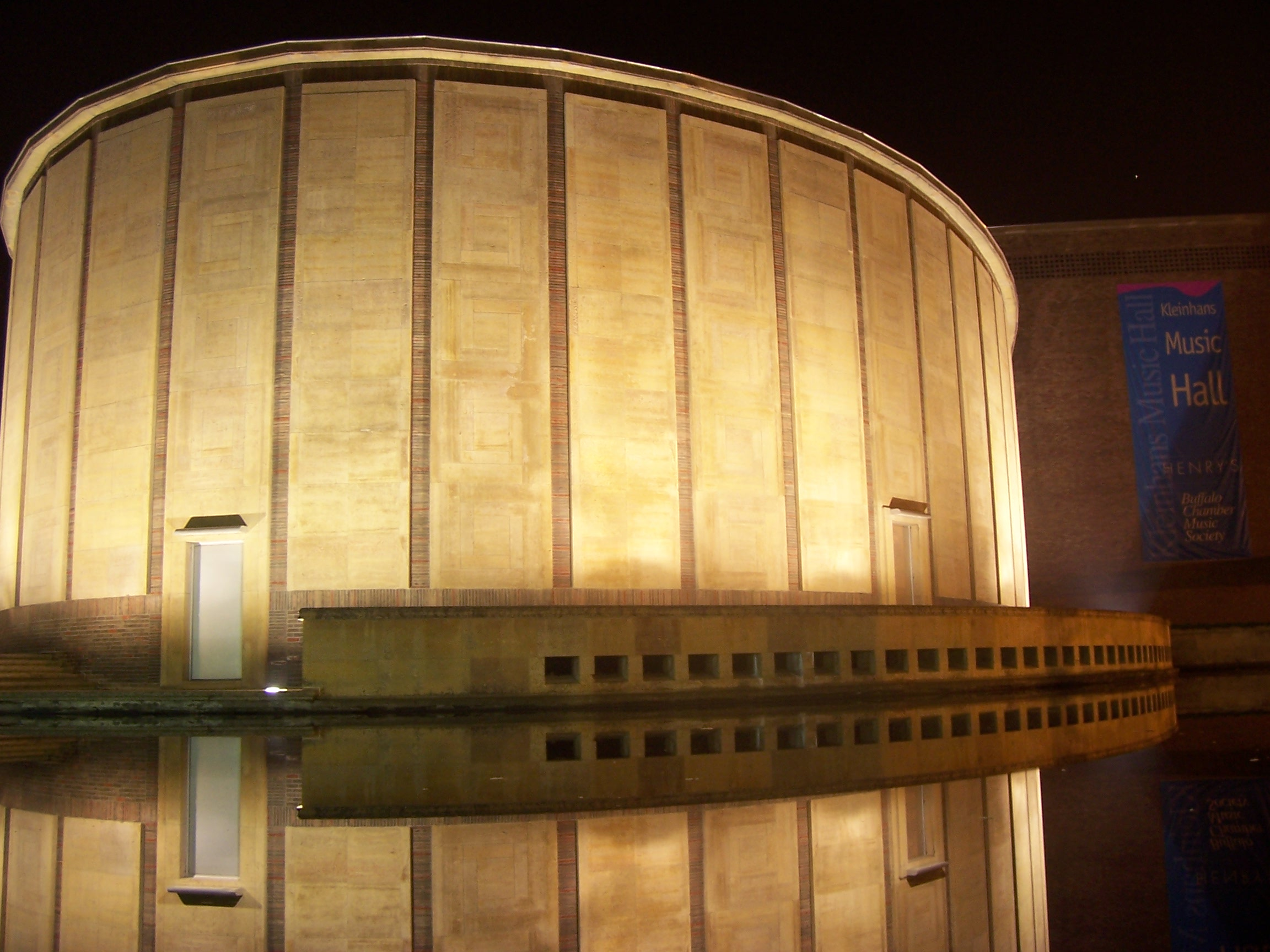
Kleinhans Music Hall

Le Nickel City Opera (également appelé NC Opera Buffalo ou NCO) est une institution américaine d'opéra située à Buffalo. Fondé en 2004 par Valerian Ruminski, le NCO est aujourd'hui l'un des principaux opéras des États-Unis et avec 3 319 places l'un des plus grands opéras du monde. Matthias Manasi  a été directeur musical et chef d'orchestre principal du Nickel City Opera de 2017 à 2021. Son prédécesseur, Michael Ching a été directeur musical et chef d'orchestre principal du NCO de 2012 à 2017. Le NCO a commandé un nombre important de compositions lyriques et a produit plusieurs premières d'œuvres majeures,. Le Nickel City Opera collabore avec l’Orchestre philharmonique de Buffalo et offre un répertoire vaste et diversifié d'opéras où se côtoient le baroque du XVIIIe siècle, le bel canto du XIXe siècle, la musique minimaliste du XXe siècle ou encore des œuvres contemporaines des XXe et XXIe siècles. Ces opéras sont présentés dans des productions scéniques au style très varié, allant de mises en scène traditionnelles aux décors et ornements sophistiqués à des scénographies conceptuelles modernes.
Le NCO a son siège et sa salle principale de représentations au Shea's Performing Arts Center (3 019 places) dans le quartier des théâtres du centre-ville de Buffalo,. Le Shea's Performing Arts Center a été conçu par la célèbre société de Chicago Rapp and Rapp. Le nombre initial de 4 000 sièges a été réduit au nombre actuel de 3 019 sièges dans les années 1930. L'architecture d'intérieur a été conçu par le designer /artiste de renommée mondiale Louis Comfort Tiffany en utilisant des éléments qui sont pour la plupart encore présents aujourd'hui. Le  NCO présente aussi des opéras au Riviera Theatre de North Tonawanda, au Nichols Flickinger Performing Arts Center de Buffalo au Artpark Mainstage Theatre et à l'Artpark Amphitheatre du parc d’État Earl W. Brydges Artpark à Lewiston (commune de l'État de New York).

### Orchestres
L'Orchestre philharmonique de Buffalo est un orchestre des États-Unis situé à Buffalo. Sa salle de concert est le Kleinhans Music Hall, un National Historic Landmark. Cameron Baird, Frederick Slee et Samuel Capen fondèrent l'orchestre en 1934. JoAnn Falletta a été nommée directrice musicale de l'orchestre philharmonique de Buffalo en 1998. Les anciens directeurs musicaux de l'Orchestre philharmonique de Buffalo ont été William Steinberg, Josef Krips, Lukas Foss, Michael Tilson Thomas, Semyon Bychkov et Maximiano Valdés. Les autres chefs d'orchestre célèbres qui ont dirigé l'orchestre sont Leonard Bernstein, Igor Stravinsky, Ralph Vaughan Williams, Sir Neville Marriner et Henry Mancini.

## Sport

### Équipes sportives
- Bills de Buffalo, National Football League (NFL), 1960
- Sabres de Buffalo, Ligue nationale de hockey (LNH), 1970
- Bisons de Buffalo, Ligue internationale (IL), 1979
- Bandits de Buffalo, National Lacrosse League (NLL), 1992
- FC Buffalo (en), National Premier Soccer League (NPSL), 2007

## Jumelages
- Cape Coast (Ghana)
- Kiryat Gat (Israël)
- Sienne (Italie) depuis 1961
- Torremaggiore (Italie) depuis 1961
- Kanazawa (Japon) depuis 1962
- Rzeszów (Pologne) depuis 1974
- Dortmund (Allemagne) depuis 1974
- Lille (France) depuis 1989
- Tver (Russie) depuis 1989
- Drohobytch (Ukraine) depuis 2001
- Horlivka (Ukraine) depuis 2007
- Saint Ann (Jamaïque) depuis 2007

## Personnalités liées à la municipalité
Jessica Pegula (1994-), Joueuse de tennis professionnelle, athlète olympique.

## Consulats honorifiques à Buffalo
- Allemagne
- Autriche
- Canada (Consulat général)
- France
- Italie
- Japon
- Tchéquie
- Suède
- Suisse